# Commissario europeo dell'Irlanda
Il commissario europeo dell'Irlanda è un membro della Commissione europea proposto al Presidente della Commissione dal Governo dell'Irlanda.
L'Irlanda ha diritto ad un commissario europeo dal 1º gennaio 1973, anno della sua adesione alla Comunità Economica Europea.

## Lista dei commissari europei dell'Irlanda
| Commissario           | Competenza                                                                  | Commissione                | Periodo        | Partito |
| --------------------- | --------------------------------------------------------------------------- | -------------------------- | -------------- | ------- |
| Michael McGrath       | Giustizia, democrazia, stato di diritto e tutela dei consumatori            | von der Leyen II           | 2024-in carica | FF      |
| Mairead McGuinness    | Stabilità finanziaria, servizi finanziari e unione dei mercati dei capitali | von der Leyen I            | 2020-2024      | FG      |
| Phil Hogan            | Commercio                                                                   | von der Leyen I            | 2019-2020      | FG      |
| Phil Hogan            | Agricoltura e Sviluppo rurale                                               | Juncker                    | 2014-2019      | FG      |
| Máire Geoghegan-Quinn | Ricerca, Innovazione e Scienza                                              | Barroso II                 | 2010-2014      | FF      |
| Charlie McCreevy      | Mercato interno e Servizi                                                   | Barroso I                  | 2004-2010      | FF      |
| David Byrne           | Salute e Tutela dei Consumatori                                             | Prodi                      | 1999-2004      | FF      |
| Pádraig Flynn         | Occupazione e Affari sociali                                                | Delors III, Santer e Marín | 1993-1999      | FF      |
| Ray MacSharry         | Agricoltura                                                                 | Delors II                  | 1989-1993      | FF      |
| Peter Sutherland      | Affari sociali e Concorrenza                                                | Delors I                   | 1985-1989      | FG      |
| Richard Burke         | Personale, Amministrazione e Ufficio statistico                             | Thorn                      | 1982-1985      | FG      |
| Michael O'Kennedy     | Personale, Amministrazione e Ufficio statistico                             | Thorn                      | 1981-1982      | FF      |
| Richard Burke         | Fiscalità, Affari dei Consumatori e Trasporti                               | Jenkins                    | 1977-1981      | FG      |
| Patrick Hillery       | Affari sociali (Vicepresidente)                                             | Ortoli                     | 1973-1976      | FF      |